# Габровица
Габровица (болг. Габровица) — село в Болгарии. Находится в Пазарджикской области, входит в общину Белово. Население составляет 492 человека.

## Политическая ситуация
В местном кметстве Габровица, в состав которого входит Габровица, должность кмета (старосты) исполняет Георги Кирилов Палийски (Движение «Георгиев день») по результатам выборов.
Кмет (мэр) общины Белово — Кузман Атанасов Маринков (коалиция в составе 3 партий: Национальное движение «Симеон Второй» (НДСВ), Болгарская социал-демократия (БСД), Союз свободной демократии (ССД)) по результатам выборов.